# Cryptopone takahashii
Cryptopone takahashii är en myrart som först beskrevs av Wheeler 1930.  Cryptopone takahashii ingår i släktet Cryptopone och familjen myror. Inga underarter finns listade i Catalogue of Life.